# Vängsjöberg
Vängsjöberg är en herrgård i Gottröra socken, Norrtälje kommun.
Vängsjöberg bildades genom sammanslagning av ett antal frälsegårdar i Gottröra, vilka av Erik Daniel Sparrsköld samlades i gemensam ägo under namnet Vängsjöberg. Läkaren Johan Darelius, 1770 adlad af Darelli (1718–1780), köpte godset 1766 och gjorde det till fideikommiss inom sin släkt. Hans enda son, Isak af Darelli, avled barnlös och slöt sin ätt. Godset kom att genom döttrarna övergå till släkterna Ristell, Hammarskjöld och från 1940 von Post. Fideikommisset upplöstes 1961.
Nuvarande huvudbyggnad uppfördes 1676 men har genomgått flera ombyggnader.